# Sástago
Sástago község Spanyolországban,  Zaragoza tartományban. Sástago Alborge, Cinco Olivas, Alforque, Velilla de Ebro, Gelsa, Pina de Ebro, Bujaraloz, Caspe, Chiprana, Escatrón, Castelnou, Jatiel, La Puebla de Híjar és La Zaida községekkel határos. Lakosainak száma 1091 fő (2024).

## Népesség
A település népessége az utóbbi években az alábbiak szerint változott:
| Lakosok száma | 1408 | 1307 | 1179 | 1115 | 1266 | 1221 | 1175 | 1154 | 1093 | 1091 |
|               | 2001 | 2004 | 2007 | 2009 | 2012 | 2014 | 2017 | 2019 | 2022 | 2024 |